# Atur
Atur è un comune francese soppresso e frazione del dipartimento della Dordogna nella regione della Nuova Aquitania. Dal 1º gennaio 2016 si è fuso con i comuni di Boulazac e Saint-Laurent-sur-Manoire per formare il nuovo comune di Boulazac-Isle-Manoire.

## Società

### Evoluzione demografica
Abitanti censiti